# Геноциды в истории

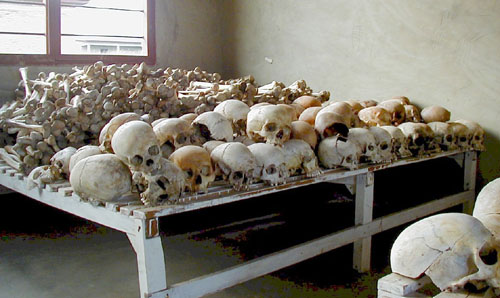
Черепа после геноцида в Руанде.

Геноцид — преднамеренное и систематическое уничтожение, полностью или частично, этнической, расовой, религиозной или национальной группы. Данный термин был придуман в 1944 году Рафаэлем Лемкиным и был определён в статье 2 Конвенции о предупреждении преступления геноцида и наказании за него 1948 года как «любое из следующих действий, совершенных с целью уничтожить, полностью или частично, национальную, этническую, расовую или религиозную группу как таковую: убийство членов группы, причинение серьёзного телесного или психического вреда членам группы, умышленное создание условий жизни группы, рассчитанных на полное или частичное её физическое уничтожение, принятие мер, направленных на предотвращение рождений в группе; [и] насильственный перевод детей из группы в другую группу».

## Возможные геноциды в истории
Определение того, какие исторические события представляют собой геноцид, не является вопросом, на который существует чёткий ответ. Практически в каждом случае, когда распространялись обвинения в геноциде, приверженцы различных сторон яростно оспаривали как детали, так и интерпретацию этих событий, часто до такой степени, что рисовали совершенно разные версии фактов.
Существуют доказательства массового уничтожения сообществ ещё из эпохи неолита (широко распространён миф об истреблении неандертальцев кроманьонцами), в более поздних религиозных текстах содержится оправдание этнической вражды, которая также могла быть причиной геноцида.
К примеру, геноцидным называют завоевание Навуходоносором II Иерусалима в 586 году до н. э. и последующий Вавилонский плен еврейского народа.
Лемкин относил к случаям геноцида:
- как события европейской истории:
  - разрушение Карфагена
  - Крестовые походы
  - массовые убийства катаров (Альбигойский крестовый поход) и вальденсов по религиозному признаку
  - Геноцид коренных африканцев немецкими колонизаторами, в частности, народа гереро в Юго-восточной Африке, а также готтентотов
  - Прусский крестовый поход
  - убийства христиан[англ.] Османской империей
  - Геноцид армян
  - убийства христианских ассирийцев в Ираке в 1933 году
  - уничтожение маронитов
  - Еврейские погромы
  - Геноцид конголезцев в Бельгийском Конго
- Так и последствия колонизации Латинской Америки:
  - Индейская демографическая катастрофа
  - Геноцид ацтеков, майя (Юкатан), инков
- Австралии и Океании:
  - Геноцид маори Новой Зеландии
  - Колонизация Тасмании[англ.]
  - Уничтожение австралийских аборигенов

По оценкам Бена Кирнана в XX веке в мире по меньшей мере 30 миллионов людей погибли в результате актов геноцида. Описывая XX век, он отдельно описывает на интенсивные и ограниченные во времени акты насилия, которые характеризует как геноцид:
- Геноцид армян, ассирийцев и греков (включая понтийских греков), совершённые на территории Османской империи во время и после Первой мировой войны
- Холокост, геноцид цыган, сербов и других славянских народов[5] и другая деятельность нацистов во время Второй мировой войны
- Геноцид в Камбодже красными кхмерами
- Геноцид в Руанде властью хуту[англ.] и силами Интерахамве

Также Бен Кирнан выделяет менее интенсивные и длительные эпизоды, которые, по его мнению, тоже являются геноцидом:
- Сталинизм в СССР в 1930-х
- Голод в Казахстане (1932-1933)
- Голодомор в Украине в 1930-х
- Голод в Казахстане (1919-1922)
- Маоизм и японцы в Китае с 1920х по 1970е (включая созданный правительством голод 1950)
- Геноцид тибетцев и других национальных меньшинств в КНР в период правления Мао Цзэдуна (применительно к тибетцам — согласно выводам Международной комиссии юристов, ассоциированной с ООН). Советские историки отмечали, что «сопротивление населения экономическому ограблению и национально-культурному геноциду в национальных районах существовало постоянно, доходя до прямого вооружённого восстания в некоторых районах»[6].
- Северная Корея под властью Ким Ир Сена и Ким Чен Ира
- Гватемала c 1954 по 1996 с интенсивной фазой в 1981—1983
- Геноцид в Восточном Тиморе[англ.] с 1975 по 1999 (с пиком в 1978-80)
- Судан c 1982 года (ориентировочно 2 млн жертв к 2006 году, вначале жертвами были христиане и анимисты, затем чёрные мусульмане в дарфурском конфликте)

Военные преступления Японии называли «Азиатским холокостом».
Относительно голода в СССР 1932—1933 годов (на Украине и в Белоруссии называемые голодомором, голод в Казахстане называли «голощёкинским») существует
вопрос о признании Голодомора геноцидом, состоящий из того, были ли эти события в основном этническим преступлением против украинцев и казахов для достижения экономических и политических целей. Согласно Лемкину данные события являлись геноцидом и продолжением «долгосрочной политики [СССР] по ликвидации нерусских народов путем ликвидации их отдельных частей». Определение «геноцид» относительно этнических чисток русского населения в период с 1990 по 2005 годы в Чечне неоднократно использовалось официальными лицами Российской Федерации, также есть обратные заявления о геноциде чеченского народа как во время второй чеченской войны так и ранее, при депортации чеченцев и ингушей.
Также отмечается конфликт и преследование рохинджа в Мьянме в результате гражданской войны в Бирме.